# Enrique Mata
Enrique Mata Cabello (Burgos, 15 de junio de 1985) es un ciclista español. 

## Trayectoria
Después de una temporada de aprendiz en el equipo Saunier Duval, pasó a profesionales en el año 2007 en el modesto equipo Viña Magna-Cropu, que posteriormente pasaría a llamarse Burgos Monumental-Castilla y León.
Para la temporada 2010, el Footon-Servetto, de categoría UCI ProTour, le fichó dando así el salto al profesionalismo de primer nivel. En el año 2011 colgó la bicicleta al no tener ofertas profesionales.

## Palmarés
2005 (como amateur)
- 1 etapa de la Vuelta a Navarra

## Resultados en Grandes Vueltas
Durante su carrera deportiva ha conseguido los siguientes puestos en las Grandes Vueltas:
| Carrera | Carrera         | 2007 | 2008 | 2009 | 2010  |
| ------- | --------------- | ---- | ---- | ---- | ----- |
|         | Giro de Italia  | —    | —    | —    | —     |
|         | Tour de Francia | —    | —    | —    | —     |
|         | Vuelta a España | —    | —    | —    | 122.º |

—: no participa

Ab.: abandono

## Equipos
- Viña Magna-Cropu/Burgos Monumental (2007-2009)
  - Viña Magna-Cropu (2007)
  - Burgos Monumental-Castilla y León (2008-2009)
- Footon-Servetto (2010)